# 杨庚宇
杨庚宇（1955年—），江苏淮阴人，汉族，中华人民共和国政治人物、全国人民代表大会山西地区代表。
毕业于华东水利学院水工建筑力学专业，加入中国共产党。2008年，担任全国人大环境与资源保护委员会委员，华北科技学院院长、党委副书记，中国煤矿安全技术培训中心主任。2013年，被选为全国人大代表。